# Llorenç (Pinell de Solsonès)
Llorenç és una masia situada al municipi de Pinell de Solsonès, a la comarca catalana del Solsonès.
Està situada a 710 m d'altitud.